# Huize Hofzicht
Huize Hofzicht is een rijksmonument nabij het voormalige Hof in Honselersdijk.

## Geschiedenis
Huize Hofzicht is in 1707 gebouwd als hofherberg.
De opdrachtgever is Frederik I, koning van Pruisen en kleinzoon van Frederik Hendrik van Oranje-Nassau, die indertijd ook eigenaar was van Huis Honselaarsdijk. Tegenover het huidige pand stond een herberg met de naam "'s Lands Welvaren". Deze wordt reeds genoemd in verkoopakten uit 1659. Op 14 oktober 1706 werd deze oude herberg door Frederik I gekocht van Cornelis Pietersz. Post voor een bedrag van 5600 gulden, met het doel deze af te breken om de toegangsweg naar het Hof te verbreden. De nieuwe herberg behield deze naam en werd voor 325 gulden per jaar verpacht aan Dirk Oykaas. In 1754 kocht Anna van Hannover, moeder van prins Willem V, de Westlandse domeinen en de hofherberg en wijzigde de naam in "Het Wapen van Oranje". Doordat Prinses Caroline, oudere zuster van Willem V, tijdelijk in het Huis Honselaarsdijk ging wonen, was deze gesloten voor toeristen, waardoor de herberg veel inkomsten misliep. In 1814 werd het Hof verkocht en vervolgens afgebroken, maar de herberg behield zijn functie.
In 1834 verkocht de herbergier Arend Goeijenbier het pand aan Jhr. Willem Frederic de Mauregnault, gemeentesecretaris en kantonrechter van beroep. Deze liet de paardenstal ombouwen tot herberg en ging in het pand wonen en kantoor houden. Van 1851 tot 1881 werd het huis bewoond door burgemeester J.A. van der Goes en na hem tot 1899 door burgemeester Jhr. Mr. Willem Theodoor Cornelis van Doorn.
Daarna werd het huis verbouwd tot kostschool voor jongens uit gegoede families en kreeg het de naam "Instituut". De oprichter was Floris Jan Bergman welke hierin gesteund werd door burgemeester C.J.M. Noorduyn en het gemeentebestuur. Bergman vertrok echter in 1904 naar Amsterdam en in september 1905 werd het instituut gesloten.
Vervolgens werd het pand voor 1900 gulden verbouwd en deels ingericht als postkantoor. Van 1917 tot 1922 was Cornelis (Cees) Rodenburg, voorheen chef-veldwachter, hier 'houder van het telefoonkantoor'. Hij was tevens de laatste klokopwinder van de Hofklok boven de poort van het huidige Nederhof, bode van de Bospolder en havenmeester van de Noorduinkade. Daarna werd het bewoond door J.F. Houtzager, deurwaarder, en tot 1970 was Zaadteelt en Zaadhandel D. van der Sluys & Zoon hier gevestigd.
In de daaropvolgende 27 jaar was het huis eigendom van stukadoor Den Hollander, die het vervallen pand opknapte. De laatste restauratie heeft plaatsgevonden in 2005 in opdracht van de huidige eigenaren.

## Gebouw
Aan het begin van de 18de eeuw werd er weinig gebouwd. Veel materialen voor de hofherberg zijn mogelijk hergebruikt door de tegenoverliggende herberg af te breken. De bouwstijl is Hollands classicisme. Mogelijk is de gevel in schoon metselwerk opgetrokken en later gepleisterd.